# Oleșești (okręg Buzău)
Oleșești – wieś w Rumunii, w okręgu Buzău, w gminie Pârscov. W 2011 roku liczyła 6 mieszkańców.